# Oscinella laurelae
Oscinella laurelae är en tvåvingeart som beskrevs av Curtis W. Sabrosky 1951. Oscinella laurelae ingår i släktet Oscinella och familjen fritflugor. Inga underarter finns listade i Catalogue of Life.